# Philodendron melanochrysum
Philodendron melanochrysum är en kallaväxtart som beskrevs av Jean Jules Linden och Éduard-François André. Philodendron melanochrysum ingår i släktet Philodendron och familjen kallaväxter.
Artens utbredningsområde är Colombia. Inga underarter finns listade.